# Pierre Louis Martin Jacobs
Pierre Louis Martin Jacobs, né à Anvers le 28 juillet 1803 et mort à Anvers le 20 janvier 1847, est un avocat et homme politique belge.

## Fonctions et mandats
- Conseiller communal d'Anvers : 1830-1847
- Membre du Congrès national : 1830-1831
- Bâtonnier de l'ordre des avocats d'Anvers : 1842-

## Sources
- Carl BEYAERT, Biographies des membres du Congrès national, Brussel, 1930, p. 77